# Bubenreuth
Bubenreuth er en kommune i Landkreis Erlangen-Höchstadt i Regierungsbezirk Mittelfranken i den tyske delstat Bayern. Den regnes for centrum for de frankiske Strengeinstrumentmagere.

## Geografi
Nabokommuner er (med uret fra nord):

Baiersdorf, Langensendelbach, Marloffstein, Erlangen, Möhrendorf
- Wikimedia Commons har flere filer relateret til Bubenreuth